# Halvna Poendyk
Halvna Poendyk (7 november 1987) is een Oekraïens schermster.
Poendyk werd in 2008 olympisch kampioen met het Oekraïens team. Poendyk werd in 2009 en 2013 wereldkampioen met het team.

## Resultaten

### Olympische Zomerspelen
| Jaar | Plaats | Resultaten |
| ---- | ------ | ---------- |
| 2008 | Peking | sabel team |

### Wereldkampioenschappen schermen
| Jaar | Plaats          | Resultaten |
| ---- | --------------- | ---------- |
| 2007 | Sint Petersburg | sabel team |
| 2009 | Antalya         | sabel team |
| 2010 | Parijs          | sabel team |
| 2011 | Catania         | sabel team |
| 2012 | Kiev            | sabel team |
| 2013 | Boedapest       | sabel team |

2008: Chomrova, Charlan, Poendyk, Zjovnir ·
2016: Djatsjenko, Gavrilova, Jegorjan, Velikaja ·
2020: Nikitina, Pozdnjakova, Velikaja ·
2024: Bakastova, Charlan, Kravatska, Komasjtsjoek